# Грузия на летних Олимпийских играх 2016
Грузия на летних Олимпийских играх 2016 года была представлена 40 спортсменами в 11 видах спорта. Знаменосцем сборной Грузии на церемонии открытия Игр стал чемпион мира 2014 года дзюдоист Автандил Чрикишвили, а на церемонии закрытия — тяжелоатлет Лаша Талахадзе, ставший обладателем золотой медали в весовой категории свыше 105 кг. По итогам соревнований на счету грузинских спортсменов было 2 золотые, 1 серебряная и 4 бронзовые медали, что позволило сборной Грузии занять 38-е место в неофициальном медальном зачёте.

## Медали
| Золото  |                       |                                           |            |
| №       | Спортсмены            | Вид спорта (дисциплина)                   | Дата       |
| 1       | Лаша Талахадзе        | Тяжёлая атлетика (свыше 105 кг, мужчины)  | 16 августа |
| 2       | Владимир Хинчегашвили | Борьба (вольная, до 57 кг, мужчины)       | 19 августа |
| Серебро |                       |                                           |            |
| №       | Спортсмены            | Вид спорта (дисциплина)                   | Дата       |
| 1       | Варлам Липартелиани   | Дзюдо (до 90 кг, мужчины)                 | 10 августа |
| Бронза  |                       |                                           |            |
| №       | Спортсмены            | Вид спорта (дисциплина)                   | Дата       |
| 1       | Лаша Шавдатуашвили    | Дзюдо (до 73 кг, мужчины)                 | 8 августа  |
| 2       | Шмаги Болквадзе       | Борьба (греко-римская, до 66 кг, мужчины) | 16 августа |
| 3       | Ираклий Турманидзе    | Тяжёлая атлетика (свыше 105 кг, мужчины)  | 16 августа |
| 4       | Гено Петриашвили      | Борьба (вольная, до 125 кг, мужчины)      | 20 августа |

## Состав сборной
Борьба
Вольная борьба
1. Сандро Аминашвили
2. Якоб Макарашвили
3. Элизбари Одикадзе
4. Гено Петриашвили
5. Владимир Хинчегашвили
6. Зураб Якобишвили

Греко-римская борьба
1. Шмаги Болквадзе
2. Зураб Датунашвили
3. Якоб Каджая
4. Роберт Кобиашвили
5. Реваз Надареишвили

Гребля на байдарках и каноэ
 Гребля на гладкой воде
1. Заза Надирадзе

 Дзюдо
1. Бека Гвиниашвили
2. Варлам Липартелиани
3. Важа Маргвелашвили
4. Адам Окруашвили
5. Амиран Папинашвили
6. Автандил Чрикишвили
7. Лаша Шавдатуашвили
8. Эстер Стам

 Лёгкая атлетика
1. Беник Абрахамян
2. Лаша Торгваидзе
3. Давид Харазишвили
4. Бачана Хорава
5. Валентина Ляшенко

 Плавание
1. Ираклий Ревишвили
2. Теона Босташвили

 Прыжки на батуте
1. Люба Головина

 Стрельба
1. Цотнэ Мачавариани
2. Нино Салуквадзе

 Стрельба из лука
1. Юлия Лобжанидзе
2. Хатуна Нариманидзе
3. Кристина Эсебуа

 Теннис
1. Николоз Басилашвили

 Тяжёлая атлетика
1. Квота 1
2. Квота 2
3. Квота 3

 Фехтование
1. Сандро Базадзе

 Художественная гимнастика
1. Саломе Пажава

## Результаты соревнований

### Борьба
В соревнованиях по борьбе, как и на предыдущих трёх Играх, будет разыгрываться 18 комплектов наград. По 6 у мужчин в вольной и греко-римской борьбе и 6 у женщин в вольной борьбе. Турнир пройдёт по олимпийской системе с выбыванием. В утешительный раунд попадают участники, проигравшие в своих поединках будущим финалистам соревнований. Каждый поединок состоит из двух раундов по 3 минуты, победителем становится спортсмен, набравший большее количество технических очков. По окончании схватки, в зависимости от результатов спортсменам начисляются классификационные очки.
Мужчины
Вольная борьба
| Категория | Спортсмены            | Первый раунд       | 1/8 финала         | Четвертьфинал      | Полуфинал          | Финал              | Место |
| Категория | Спортсмены            | Соперник Результат | Соперник Результат | Соперник Результат | Соперник Результат | Соперник Результат | Место |
| --------- | --------------------- | ------------------ | ------------------ | ------------------ | ------------------ | ------------------ | ----- |
| до 57 кг  | Владимир Хинчегашвили |                    | Нурислам Санаев В  | Хаджи Алиев В      | Владимир Дубов В   | Реи Хигути В       | 1     |
| до 65 кг  |                       |                    |                    |                    |                    |                    |       |
| до 74 кг  |                       |                    |                    |                    |                    |                    |       |
| до 86 кг  | Сандро Аминашвили     |                    |                    |                    |                    |                    | 1     |
| до 97 кг  | Элизбари Одикадзе     |                    |                    |                    |                    |                    | 5     |
| до 125 кг | Гено Петриашвили      | Димитар Кумчев В   | Ален Засеев В      | Комил Гасеми П     |                    | Тервел Длагнев В   | 3     |

Греко-римская борьба
| Категория | Спортсмены      | Первый раунд       | 1/8 финала         | Четвертьфинал      | Полуфинал          | Финал              | Место |
| Категория | Спортсмены      | Соперник Результат | Соперник Результат | Соперник Результат | Соперник Результат | Соперник Результат | Место |
| --------- | --------------- | ------------------ | ------------------ | ------------------ | ------------------ | ------------------ | ----- |
| до 66 кг  | Шмаги Болквадзе |                    |                    |                    |                    |                    | 3     |
| до 75 кг  |                 |                    |                    |                    |                    |                    |       |
| до 85 кг  |                 |                    |                    |                    |                    |                    |       |
| до 98 кг  |                 |                    |                    |                    |                    |                    |       |
| до 130 кг |                 |                    |                    |                    |                    |                    |       |

### Водные виды спорта

#### Плавание
В следующий раунд на каждой дистанции проходят спортсмены, показавшие лучший результат, независимо от места, занятого в своём заплыве.
Мужчины
| Дистанция                 | Спортсмены        | Предварительный раунд | Предварительный раунд | Предварительный раунд | Полуфинал     | Полуфинал     | Полуфинал     | Финал                | Финал                |
| Дистанция                 | Спортсмены        | Заплыв                | Результат             | Место                 | Заплыв        | Результат     | Место         | Результат            | Место                |
| ------------------------- | ----------------- | --------------------- | --------------------- | --------------------- | ------------- | ------------- | ------------- | -------------------- | -------------------- |
| 400 метров вольным стилем | Ираклий Ревишвили | 2                     | 4:00,56               | 45                    | Не проводится | Не проводится | Не проводится | Завершил выступление | Завершил выступление |

Женщины
| Дистанция          | Спортсмены       | Предварительный раунд | Предварительный раунд | Предварительный раунд | Полуфинал             | Полуфинал             | Полуфинал             | Финал                 | Финал                 |
| Дистанция          | Спортсмены       | Заплыв                | Результат             | Место                 | Заплыв                | Результат             | Место                 | Результат             | Место                 |
| ------------------ | ---------------- | --------------------- | --------------------- | --------------------- | --------------------- | --------------------- | --------------------- | --------------------- | --------------------- |
| 100 метров брассом | Теона Босташвили | 1                     | 1:22,91               | 43                    | Завершила выступление | Завершила выступление | Завершила выступление | Завершила выступление | Завершила выступление |

### Гимнастика

#### Художественная гимнастика
Женщины
| Соревнование              | Спортсмены    | Квалификация | Квалификация | Финал                 | Финал                 |
| Соревнование              | Спортсмены    | Очки         | Место        | Очки                  | Место                 |
| ------------------------- | ------------- | ------------ | ------------ | --------------------- | --------------------- |
| индивидуальное многоборье | Саломе Пажава | 69,115       | 14           | Завершила выступление | Завершила выступление |

#### Прыжки на батуте
Женщины
| Соревнование      | Спортсмены    | Квалификация | Квалификация | Финал | Финал |
| Соревнование      | Спортсмены    | Очки         | Место        | Очки  | Место |
| ----------------- | ------------- | ------------ | ------------ | ----- | ----- |
| личное первенство | Люба Головина |              |              |       |       |

### Гребля на байдарках и каноэ

#### Гребля на гладкой воде
Соревнования по гребле на байдарках и каноэ на гладкой воде проходят в лагуне Родригу-ди-Фрейташ, которая находится на территории города Рио-де-Жанейро. В каждой дисциплине соревнования проходят в три этапа: предварительный раунд, полуфинал и финал.
Мужчины
| Соревнование               | Спортсмены     | Предварительный раунд | Предварительный раунд | Предварительный раунд | Полуфинал | Полуфинал | Полуфинал | Финал | Финал | Итоговое место |
| Соревнование               | Спортсмены     | Заплыв                | Время                 | Место                 | Заплыв    | Время     | Место     | Время | Место | Итоговое место |
| -------------------------- | -------------- | --------------------- | --------------------- | --------------------- | --------- | --------- | --------- | ----- | ----- | -------------- |
| каноэ-одиночки, 200 метров | Заза Надирадзе |                       |                       |                       |           |           |           |       |       |                |

### Дзюдо
Соревнования по дзюдо проводились по системе с выбыванием. В утешительные раунды попадали спортсмены, проигравшие полуфиналистам турнира. Два спортсмена, одержавших победу в утешительном раунде, в поединке за бронзу сражались с дзюдоистами, проигравшими в полуфинале.
Мужчины
| Категория    | Спортсмены          | 1/32 финала        | 1/16 финала                | 1/8 финала                  | Четвертьфинал                   | Полуфинал                | Финал                    | Место |
| Категория    | Спортсмены          | Соперник Результат | Соперник Результат         | Соперник Результат          | Соперник Результат              | Соперник Результат       | Соперник Результат       | Место |
| ------------ | ------------------- | ------------------ | -------------------------- | --------------------------- | ------------------------------- | ------------------------ | ------------------------ | ----- |
| до 60 кг     | Амиран Папинашвили  | не участвовал      | CANС. Пессоа В 011:000     | BULЯ. Герчев В 100:000      | JPNН. Такато В 100:000          | RUSБ. Мудранов П 000:100 | За 3-е место             | 5     |
| до 60 кг     | Амиран Папинашвили  | не участвовал      | CANС. Пессоа В 011:000     | BULЯ. Герчев В 100:000      | JPNН. Такато В 100:000          | RUSБ. Мудранов П 000:100 | UZBД. Урозбоев П 000:001 | 5     |
| до 66 кг     | Важа Маргвелашвили  | не участвовал      | SLOА. Гомбоц П 000:100     | завершил выступление        | завершил выступление            | завершил выступление     | завершил выступление     | 17    |
| до 73 кг     | Лаша Шавдатуашвили  | не участвовал      | CUBМ. Эстрада В 100:000    | SRIЧ. Репиялладже В 100:000 | JPNС. Оно П 000:010             | Утешительный турнир      | Утешительный турнир      | 3     |
| до 73 кг     | Лаша Шавдатуашвили  | не участвовал      | CUBМ. Эстрада В 100:000    | SRIЧ. Репиялладже В 100:000 | JPNС. Оно П 000:010             | RUSД. Ярцев В 100:001    | ISRС. Муки В 100:000     | 3     |
| до 81 кг     | Автандил Чрикишвили | не участвовал      | CUBИ. Силва В 001:000      | ESAХ.Д. Турсиос В 000:000s2 | ITAМ. Маркончини В 011:000      | USAТ. Стивенс П 000:100  | За 3-е место             | 5     |
| до 81 кг     | Автандил Чрикишвили | не участвовал      | CUBИ. Силва В 001:000      | ESAХ.Д. Турсиос В 000:000s2 | ITAМ. Маркончини В 011:000      | USAТ. Стивенс П 000:100  | JPNТ. Нагасэ П 000:001   | 5     |
| до 90 кг     | Варлам Липартелиани | не участвовал      | TJKК. Устопириён В 100:000 | NRUО. Уэра В 100:000        | MGLЛ. Отгонбаатар В 000s1:000s2 | KORКвак Тонхан В 100:000 | JPNМ. Бейкер П 000:001   | 2     |
| до 100 кг    | Бека Гвиниашвили    |                    |                            |                             |                                 |                          |                          |       |
| свыше 100 кг | Адам Окруашвили     |                    |                            |                             |                                 |                          |                          |       |

Женщины
| Категория | Спортсмены | 1/16 финала                      | 1/8 финала                 | Четвертьфинал         | Полуфинал             | Финал                 | Место |
| Категория | Спортсмены | Соперник Результат               | Соперник Результат         | Соперник Результат    | Соперник Результат    | Соперник Результат    | Место |
| --------- | ---------- | -------------------------------- | -------------------------- | --------------------- | --------------------- | --------------------- | ----- |
| до 70 кг  | Эстер Стам | MGLЦ.-А. Наранжаргал В 011s3:000 | CANК. Зупанчич П 000s1:000 | завершила выступление | завершила выступление | завершила выступление | 9     |

### Лёгкая атлетика
Мужчины
Шоссейные дисциплины
| Дисциплина | Спортсмен         | Время | Место | Отставание |
| ---------- | ----------------- | ----- | ----- | ---------- |
| марафон    | Давид Харазишвили |       |       |            |

Технические дисциплины
| Дисциплина     | Спортсмен       | Квалификация | Квалификация | Финал     | Финал |
| Дисциплина     | Спортсмен       | Результат    | Место        | Результат | Место |
| -------------- | --------------- | ------------ | ------------ | --------- | ----- |
| прыжок в длину | Бачана Хорава   |              |              |           |       |
| тройной прыжок | Лаша Торгваидзе |              |              |           |       |
| толкание ядра  | Беник Абрахамян |              |              |           |       |

Женщины
Технические дисциплины
| Дисциплина      | Спортсмен         | Квалификация | Квалификация | Финал     | Финал |
| Дисциплина      | Спортсмен         | Результат    | Место        | Результат | Место |
| --------------- | ----------------- | ------------ | ------------ | --------- | ----- |
| прыжок в высоту | Валентина Ляшенко |              |              |           |       |

### Стрельба
В январе 2013 года Международная федерация спортивной стрельбы приняла новые правила проведения соревнований на 2013—2016 года, которые, в частности, изменили порядок проведения финалов. Во многих дисциплинах спортсмены, прошедшие в финал, теперь начинают решающий раунд без очков, набранных в квалификации, а финал проходит по системе с выбыванием. Также в финалах после каждого раунда стрельбы из дальнейшей борьбы выбывает спортсмен с наименьшим количеством баллов. В скоростном пистолете решающие поединки проходят по системе попал-промах. В стендовой стрельбе добавился полуфинальный раунд, где определяются по два участника финального матча и поединка за третье место.
Мужчины
| Соревнование                       | Спортсмены        | Квалификация | Квалификация | Полуфинал     | Полуфинал     | Финал                | Финал                |
| Соревнование                       | Спортсмены        | Результат    | Место        | Результат     | Место         | Соперник/ Результат  | Место                |
| ---------------------------------- | ----------------- | ------------ | ------------ | ------------- | ------------- | -------------------- | -------------------- |
| пневматический пистолет, 10 метров | Цотнэ Мачавариани | 574          | 29           | не проводится | не проводится | завершил выступление | завершил выступление |
| пистолет, 50 метров                | Цотнэ Мачавариани | 552          | 15           | не проводится | не проводится | завершил выступление | завершил выступление |

Женщины
| Соревнование                       | Спортсмены      | Квалификация | Квалификация | Полуфинал     | Полуфинал     | Финал                 | Финал                 |
| Соревнование                       | Спортсмены      | Результат    | Место        | Результат     | Место         | Соперник/ Результат   | Место                 |
| ---------------------------------- | --------------- | ------------ | ------------ | ------------- | ------------- | --------------------- | --------------------- |
| пневматический пистолет, 10 метров | Нино Салуквадзе | 377          | 34           | не проводится | не проводится | завершила выступление | завершила выступление |
| пистолет, 25 метров                | Нино Салуквадзе | 584          | 3 Q          | 14            | 6             | завершила выступление | завершила выступление |

### Стрельба из лука
В квалификации соревнований лучники выполняют 12 серий выстрелов по 6 стрел с расстояния 70-ти метров. По итогам предварительного раунда составляется сетка плей-офф, где в 1/32 финала 1-й номер посева встречается с 64-м, 2-й с 63-м и.т.д. В поединках на выбывание спортсмены выполняют по три выстрела. Участник, набравший за эту серию больше очков получает 2 очка. Если же оба лучника набрали одинаковое количество баллов, то они получают по одному очку. Победителем пары становится лучник, первым набравший 6 очков.
Женщины
| Соревнование              | Спортсмены                                         | Квалификация | Квалификация | 1/32 финала                 | 1/16 финала           | 1/8 финала            | Четвертьфинал         | Полуфинал             | Финал                 | Место |
| Соревнование              | Спортсмены                                         | Результат    | Место        | Соперник Результат          | Соперник Результат    | Соперник Результат    | Соперник Результат    | Соперник Результат    | Соперник Результат    | Место |
| ------------------------- | -------------------------------------------------- | ------------ | ------------ | --------------------------- | --------------------- | --------------------- | --------------------- | --------------------- | --------------------- | ----- |
| индивидуальное первенство | Хатуна Нариманидзе                                 | 625          | 34           | UKRЛ. Сиченикова (31) П 1:7 | завершила выступления | завершила выступления | завершила выступления | завершила выступления | завершила выступления | 33    |
| индивидуальное первенство | Кристина Эсебуа                                    | 612          | 45           | INDД. Кумари (20) П 4:6     | завершила выступления | завершила выступления | завершила выступления | завершила выступления | завершила выступления | 33    |
| индивидуальное первенство | Юлия Лобжанидзе                                    | 594          | 57           | MEXА. Валенсия (8) П 4:6    | завершила выступления | завершила выступления | завершила выступления | завершила выступления | завершила выступления | 33    |
| командное первенство      | Юлия Лобжанидзе Хатуна Нариманидзе Кристина Эсебуа | 1831         | 12           | Не проводится               | Не проводится         | Мексика (5) · П 0:6   | Завершили выступление | Завершили выступление | Завершили выступление | 9     |

### Теннис
Соревнования пройдут на кортах олимпийского теннисного центра. Теннисные матчи будут проходить на кортах с твёрдым покрытием DecoTurf, на которых также проходит и Открытый чемпионат США.
Мужчины
| Соревнование     | Спортсмены          | 1/32 финала                        | 1/16 финала          | 1/8 финала           | Четвертьфинал        | Полуфинал            | Финал                | Место                |
| Соревнование     | Спортсмены          | Соперник Результат                 | Соперник Результат   | Соперник Результат   | Соперник Результат   | Соперник Результат   | Соперник Результат   | Место                |
| ---------------- | ------------------- | ---------------------------------- | -------------------- | -------------------- | -------------------- | -------------------- | -------------------- | -------------------- |
| одиночный разряд | Николоз Басилашвили | URUП. Куэвас (11) П 3:6, 7:68, 3:6 | Завершил выступление | Завершил выступление | Завершил выступление | Завершил выступление | Завершил выступление | Завершил выступление |

### Тяжёлая атлетика
Каждый НОК самостоятельно выбирает категорию в которой выступит её тяжелоатлет. В рамках соревнований проводятся два упражнения — рывок и толчок. В каждом из упражнений спортсмену даётся 3 попытки. Победитель определяется по сумме двух упражнений. При равенстве результатов победа присуждается спортсмену, с меньшим собственным весом.
Мужчины
| Категория | Спортсмены | Вес | Рывок | Рывок | Рывок | Толчок | Толчок | Толчок | Всего | Место |
| Категория | Спортсмены | Вес | 1     | 2     | 3     | 1      | 2      | 3      | Всего | Место |
| --------- | ---------- | --- | ----- | ----- | ----- | ------ | ------ | ------ | ----- | ----- |
|           |            |     |       |       |       |        |        |        |       |       |
|           |            |     |       |       |       |        |        |        |       |       |
|           |            |     |       |       |       |        |        |        |       |       |

### Фехтование
В индивидуальных соревнованиях спортсмены сражаются три раунда по три минуты, либо до того момента, как один из спортсменов нанесёт 15 уколов. В командных соревнованиях поединок идёт 9 раундов по 3 минуты каждый, либо до 45 уколов. Если по окончании времени в поединке зафиксирован ничейный результат, то назначается дополнительная минута до «золотого» укола.
Мужчины
| Соревнование         | Спортсмены          | 1/32 финала        | 1/16 финала               | 1/8 финала                   | Четвертьфинал        | Полуфинал            | Финал                | Место |
| Соревнование         | Спортсмены          | Соперник Результат | Соперник Результат        | Соперник Результат           | Соперник Результат   | Соперник Результат   | Соперник Результат   | Место |
| -------------------- | ------------------- | ------------------ | ------------------------- | ---------------------------- | -------------------- | -------------------- | -------------------- | ----- |
| индивидуальная сабля | Сандро Базадзе (16) | не проводится      | BRAР. Агреста (17) В 15:3 | KORКим Джон Хван (1) П 14:15 | завершил выступление | завершил выступление | завершил выступление | 13    |